# Sophie Hauser
Sophie Hauser (* 30. Oktober 1872 in Wädenswil; † 13. Mai 1945 in Bern) war eine Schweizer Malerin, Grafikerin und Exlibriskünstlerin.

## Leben
Sophie Hauser war die Tochter des Unternehmers und Politikers Walter Hauser und dessen Frau Marie Sophie, geb. Wiedemann. Sie hatte drei Schwestern.
Sie studierte an der Kunstgewerbeschule Zürich und der Kunstgewerbeschule Bern und besuchte die Malschulen von Hermann Gattiker in Rüschlikon, von Melchior Kern in Fürstenfeldbruck und von Ernst Linck in Bern. Hausers Gemälde, Zeichnungen und Radierungen wurden in mehreren Ausstellungen gezeigt. Sie gestaltete auch Bucheinbände.